# Beugin
Beugin to miejscowość i gmina we Francji, w regionie Hauts-de-France, w departamencie Pas-de-Calais.
Według danych na rok 1990 gminę zamieszkiwało 407 osób, a gęstość zaludnienia wynosiła 80 osób/km² (wśród 1549 gmin regionu Nord-Pas-de-Calais Beugin plasuje się na 848. miejscu pod względem liczby ludności, natomiast pod względem powierzchni na miejscu 672.).